# Dangtu
Dangtu, tidigare romaniserat Tangtu, är ett härad i staden Ma'anshan i provinsen Anhui i östra Kina.
Dangtu är indelat i tio köpingar, en socken och en administrativ enhet på sockennivå.
Köpingar (zhen):

- Dalong (大陇镇)
- Gushu (姑孰镇)
- Huangchi (黄池镇)
- Huhe (护河镇)
- Huyang (湖阳镇)
- Niandou (年陡镇)
- Shiqiao (石桥镇)
- Taibai (太白镇)
- Tangnan (塘南镇)
- Wuxi (乌溪镇)

Socknar (xiang):

- Jiangxin (江心乡)

Område på sockennivå:
- Dangtu Jingji Kaifaqu ekonomisk utvecklingszon (当涂经济开发区)